# La sposa dei Re
La sposa dei Re è un film commedia del 1938 diretto da Duilio Coletti.